# KCOM Stadium
KCOM Stadium (2002–2016 KC Stadium) – stadion sportowy w Kingston upon Hull, na którym odbywają się mecze drużyny piłki nożnej Hull City i rugby league Hull F.C., a także okazyjnie koncerty (m.in. Eltona Johna i R.E.M.). Wszystkie siedzenia na stadionie są koloru czarnego z biało-bursztynowymi wykończeniami. Barwy zostały dobrane do barw miejscowych drużyn. 
Stadion może pomieścić ponad 25 tysięcy kibiców. Jest możliwość rozbudowy północnej, południowej oraz wschodniej części stadionu, dzięki czemu obiekt będzie mógł pomieścić nawet 35 tysięcy widzów. Stadion jest własnością władz miasta Hull i Stadium Management Company, które jest zarządzane przez Adama Pearsona, prezesa klubu Hull City. Obiekt posiada kompleks Gemtec Arena (niegdyś pod nazwą Vulcan Arena), kawiarnię, bibliotekę, skate park, centrum rekreacji i odnowy biologicznej oraz dwa boiska, które mogą być używane w każdych warunkach pogodowych. Stadion był budowany czternaście miesięcy, koszt to 44 mln funtów. Inauguracyjny mecz na stadionie rozegrano 19 grudnia 2002 roku. Zespół piłki nożnej Hull City zwyciężył ekipę Sunderlandu 1:0.